# Cividate Camuno
Cividate Camuno – miejscowość i gmina we Włoszech, w regionie Lombardia, w prowincji Brescia.
Według danych na rok 2004 gminę zamieszkiwały 2633 osoby, 877,7 os./km².